# یواس‌اس برایت
یواس‌اس برایت ممکن است به یکی از موارد زیر اشاره داشته باشد:
- یواس‌اس برایت (آی‌ایکس-۱۶۱)
- یواس‌اس برایت (دی‌ئی-۷۴۷)